# Berardo Lanciaprima
Berardo Lanciaprima, detto anche Dino (Teramo, 26 febbraio 1921 – Teramo, 23 agosto 1996), è stato un calciatore italiano, di ruolo attaccante.

## Carriera
Nel ruolo di ala destra, debutta giovanissimo in Prima Divisione con l'Interamnia Teramo; dopo la promozione in Serie C avvenuta nel 1939, debutta nel campionato superiore con il club abruzzese, trasformatosi nel frattempo in A.S. Teramo.
Nell'aprile 1940 gioca in prova con l'Ambrosiana, poi viene prelevato dal Torino, dove non disputa alcuna gara con la prima squadra;  l'anno successivo passa al Pescara, dove prima della guerra gioca due campionati di Serie B totalizzando 59 presenze e 16 reti.
Durante la seconda guerra mondiale rischia la vita quando viene condannato a morte dai soldati tedeschi a causa della sua attività partigiana sui monti abruzzesi. Davanti al plotone di esecuzione, però, riesce a saltare una scarpata e a fuggire, nonostante i militari, colti alla sprovvista, riescano comunque a colpirlo con un proiettile alla spalla; durante quella esecuzione a cui era sfuggito Lanciaprima, perdono la vita due civili e cinque partigiani, tra cui l'ex portiere del Teramo e compagno di squadra di Berardo Guido Palucci.
Nel dopoguerra veste ancora la maglia del Pescara, giocando 17 gare in Divisione Nazionale 1945-1946 ed altre 55 gare nei due successivi campionati di Serie B.
Terminata l'esperienza abruzzese, si trasferisce al Foggia, giocando per tre anni in Serie B. Negli ultimi quattro anni della sua carriera torna nella città natale, giocando con il Teramo nel campionato regionale abruzzese di Promozione, e raggiungendo la IV Serie nel 1954-1955.

## Palmarès

### Club

#### Competizioni regionali
- Promozione: 1

Teramo: 1954-1955
- Torneo misto abruzzese: 1

Pescara: 1944-1945